# Gabriel Finkelstein
Gabriel Finkelstein (* 12. April 1963 in Philadelphia) ist ein amerikanischer Historiker, der mit einer umfänglichen Biografie über den Physiologen Emil du Bois-Reymond bekannt wurde.

## Leben
Gabriel Finkelstein verbrachte zu Beginn seiner wissenschaftlichen Laufbahn mehr als acht Jahre in Frankreich und Deutschland, was seine Forschung und Lehre maßgeblich beeinflussen sollte. Er studierte Physik am Amherst College (B.A., 1985) und Geschichte an der Princeton University (Ph.D., 1996). Seit 2006 ist er außerordentlicher Professor („Associate Professor“) am Department of History der University of Colorado Denver.
Finkelsteins Biographie über Emil du Bois-Reymond, für die er mehr als zwei Jahrzehnte recherchiert hat, erhielt eine ehrenvolle Erwähnung in der Kategorie Wissenschaftsgeschichte des American Publishers Awards for Professional and Scholarly Excellence (PROSE Awards), wurde von der American Association for the Advancement of Science zu einem der besten Bücher des Jahres 2014 gekürt und war auf der Shortlist für den „John Pickstone“-Preis 2014, der von der British Society for the History of Science vergeben wird und als einer der international bedeutendsten Preise für wissenschaftliche Bücher im Bereich der Wissenschaftsgeschichte gilt.
Finkelstein beriet Hubert Sauper bei seinem Dokumentarfilm Darwins Alptraum (2004), der für einen Academy Award nominiert wurde.
Gabriel Finkelstein ist Sohn der Dichterin Caroline Finkelstein und Neffe des Rechtsanwalts David I. Shapiro. 

## Schriften (Auswahl)
- "Haeckel and du Bois-Reymond: Rival German Darwinists." Theory in Biosciences 138, no. 1 (May 2019): 105–112.
- "Emil du Bois-Reymond’s Reﬂections on Consciousness." In Brain, Mind, and Consciousness in the History of Neuroscience, ed. Chris Smith and Harry Whitaker, ch. 10, 163–184. Dordrecht; Heidelberg; New York; London: Springer (2014).
- Emil du Bois-Reymond: Neuroscience, Self, and Society in Nineteenth-Century Germany. Cambridge; London: The MIT Press (2013).
- "Autorité rhétorique: Claude Bernard et Émile du Bois-Reymond.’’ In Les élèves de Claude Bernard: Les nouvelles disciplines bernardiennes au tournant du {\displaystyle XX^{e}} siècle, ed. Jean-Gäel Barbara and Pierre Corvol, 173–192. Paris: Éditions Hermann (2012).
- “Romanticism, Race, and Recapitulation.” Science 294, no. 5549 (7 December 2001): 2101–2102.
- “‘Conquerors of the Künlün’? The Schlagintweit Mission to High Asia, 1854–57.” History of Science 38, pt. 2, no. 120 (June 2000): 179–218.